# Думбия, Мохамед
Мохамед Думбия (фр. Mohamed Doumbia; род. 25 декабря 1998, Абиджан) — ивуарийский футболист, полузащитник чешского клуба «Слован Либерец».

## Биография
Мохамед Думбия родился 25 декабря 1998 года в ивуарийском городе Абиджан.
Играет в футбол на позиции центрального полузащитника. В 2011—2016 годах на молодёжном уровне играл за ивуарийский «Мажестик».
На профессиональном уровне дебютировал в 2017 году в составе финского ЕИФ, выступая в первом дивизионе. В течение года провёл 26 матчей, мячей не забивал.
В декабре 2017 года перебрался в чешскую «Дуклу» из Праги. В первом сезоне поучаствовал только в четырёх матчах. Стал игроком основного составе после прихода в сентябре 2018 года на пост главного тренера Романа Скугравы. В сезоне-2018/19 провёл 17 матчей в чемпионате Чехии, в сезоне-2019/20 на счету Думбия 29 матчей и 4 мяча, в сезоне-2020/21 — 24 матча и 3 мяча.
В октябре 2020 года впервые был вызван в сборную Кот-д’Ивуара, но не провёл за неё ни одного матча.